# Civard Sprockel
Civard Sprockel (nacido el 10 de mayo de 1983) es un futbolista internacional de Curazao y se desempeña en el terreno de juego como defensa central; su actual equipo es el PFC Botev Plovdiv.

## Trayectoria
- Feyenoord  2001-2003

- Excelsior Rotterdam  2003-2006

- SBV Vitesse  2006-2011

- Anorthosis Famagusta  2011-2012

- PFC CSKA Sofia  2012-2013

- PFC Botev Plovdiv  2013-presente